# Wilhelm Helfer

Wilhelm Helfer

Wilhelm Helfer (* 26. Dezember 1886 in Kaiserslautern; † 15. August 1954 in Laufen) war ein deutscher Politiker (NSDAP) und SA-Führer.

## Leben
Nach dem Besuch der Volksschule und der Realschule absolvierte Wilhelm Helfer eine kaufmännische Lehre. Anschließend gehörte er vorübergehend dem Bayerischen Infanterie-Leibregiment in München an. Später verdiente er seinen Lebensunterhalt in kaufmännischen Stellungen im In- und Ausland, zuletzt als Minenarbeiter in Deutsch-Südwestafrika. Während des Ersten Weltkriegs gehörte Helfer der kaiserlichen Schutztruppe von Deutsch-Südwestafrika an. Anschließend befand er sich in britischer Kriegsgefangenschaft in Transvaal.
1922 kehrte Helfer nach Deutschland zurück. Im selben Jahr wurde er Mitglied der SA und der NSDAP, der er nach dem Parteiverbot zum 28. März 1925 wieder beitrat (Mitgliedsnummer 395). Zunächst SA-Führer in München-Oberbayern leitete er von Mitte März bis Mitte September 1933 sowie von Juli 1934 bis April 1941 die SA-Gruppe Hochland in München. Zeitweilig nahm die Funktion auch Paul Giesler wahr. Zeitweise gehörte Helfer dem Stab des Obersten SA-Führers an. Bei der SA wurde er im November 1937 bis in den Rang eines SA-Obergruppenführers befördert.
1933 übernahm Helfer sein erstes öffentliches Amt, als er Mitglied des Bayerischen Landtages wurde. Nach der Auflösung dieser Körperschaft im Herbst 1933 wurde er Abgeordneter des nationalsozialistischen Reichstages, dem er von November 1933 bis zum Ende der NS-Herrschaft im Frühjahr 1945 als Vertreter des Wahlkreises 24 (Oberbayern-Schwaben) angehörte.
Seit 30. Januar 1939 war Helfer Inhaber des Goldenen Parteiabzeichens der NSDAP. Während des Zweiten Weltkriegs wurde Helfer Anfang Mai 1941 als Nachfolger des verstorbenen Richard Büchner zum Reichszeugmeister beim Reichsschatzmeister der NSDAP ernannt.